# لولیتا (تگزاس)
{{Infobox settlement
|official_name=لولیتا، تگزاس
|settlement_type=حوزه سرشماری
|nickname=
|motto=

|image_skyline=
|imagesize=
|image_caption=
|image_flag=
|image_seal=

|image_map=TXMap-doton-Lolita.PNG
|mapsize=250px
|map_caption=موقعیت لولیتا، تگزاس در نقشه
|image_map1=Jackson County Lolita.svg
|mapsize1=250px
|map_caption1=

|subdivision_type=کشور
|subdivision_name={{nowrap| لولیتا، تگزاس
لولیتا (به انگلیسی: Lolita) یک منطقهٔ مسکونی در ایالات متحده آمریکا است که در شهرستان جکسون، تگزاس واقع شده‌است. لولیتا ۶٫۷ کیلومتر مربع مساحت و ۵۵۵ نفر جمعیت دارد و ۱۲ متر بالاتر از سطح دریا واقع شده‌است.